# Fortezza Firmafede
La fortezza Firmafede - chiamata anche storicamente come fortezza di Sarzana o La Cittadella - è una fortificazione militare situata nel cuore del centro storico sarzanese, in provincia della Spezia.
Assieme alla fortezza di Sarzanello, il sito fa parte del museo delle Fortezze (MUdeF) che, racchiuso in un percorso complessivo di 27 sale, espone testimonianze storiche della città sarzanese e del territorio della Lunigiana.

## Storia e descrizione

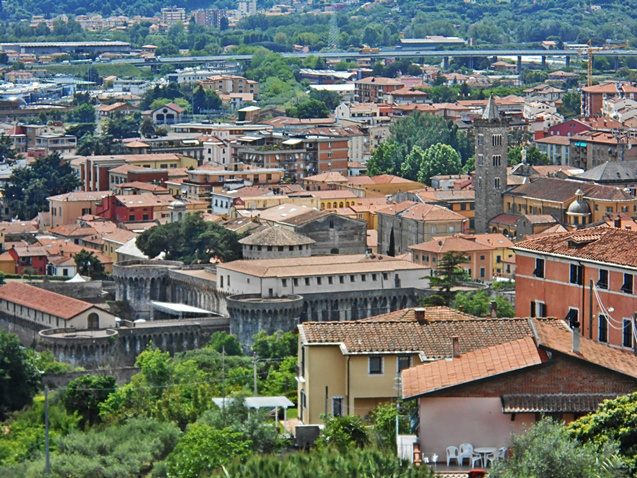
La Cittadella nel cuore del centro storico di Sarzana

La Cittadella fu la prima fortificazione cittadina sarzanese, edificata inizialmente nel 1249 con la cinta muraria della città, grazie all'aiuto dei Pisani alleati della città.
Nel 1324 Castruccio Castracani apportò numerose e rilevanti modifiche ai suoi sistemi difensivi, ma successivamente il complesso fu distrutto dai Fiorentini, guidati da Lorenzo de' Medici, nel 1487 nel corso della Guerra di Serrezzana.
La Cittadella fu poi ricostruita tra il 1487 e il 1494 sui ruderi di quella precedente per volere dello stesso Lorenzo de' Medici che si avvalse dell'opera dei migliori architetti militari fiorentini dell'epoca come Giuliano da Sangallo, Francesco di Giovanni detto il Francione e Luca del Caprina.
La vendita di Sarzana da parte di Carlo VIII di Francia al Banco di San Giorgio nel 1496, vide il passaggio pure della fortezza che, nel 1562, rientrò nei possedimenti della Repubblica di Genova che completò i lavori della cittadella.
Con il Regno di Sardegna dal 1815 la fortezza venne adibita a caserma di polizia e successivamente, fino agli settanta del Novecento, a carcere. 

Tra il 1985 e il 2003 ha visto interventi di recupero e di conservazione degli ambienti. garantendone una sua nuova fruizione al pubblico.
La fortezza è oggi di proprietà del Ministero della cultura ed è utilizzata come sede di manifestazioni culturali e di mostre.
Costituita da un corpo di fabbrica principale, a pianta di quadrilatero regolare, al suo interno ha un maschio centrale ed è circondata da un imponente sistema murario di difesa, a cui è frapposto un ampio e profondo fossato. L'accesso principale avviene tramite un percorso che passa attraverso un ponte in pietra che conduce al portone principale, il quale si apre a un cortile interno molto ampio, laterale al corpo centrale.
Dal 2016 è attivo anche un percorso multimediale che impiega la tecnologia NFC, il video mapping e a 360°, sensori capacitivi e di prossimità.